# Béguinage des Cantuaines
Le béguinage des Cantuaines est un béguinage situé à Maubeuge dans le département du Nord.

## Histoire
Le bâtiment date du XVIe siècle, il comprend sept logements de 50 m² avec un étage. Un projet de réhabilitation pour en faire une résidence a permis d'accueillir des artistes, notamment grâce à la proximité du Théâtre du Manège. 
Le bâtiment du XVIIe siècle ; les façades et les toitures des bâtiments des XVIIIe siècle et XIXe siècle et de la chapelle, le mur de clôture sont inscrits au titre des monuments historiques par arrêté du 22 janvier 1988.